# Proamytta insularis
Proamytta insularis är en insektsart som först beskrevs av Lucien Chopard 1958.  Proamytta insularis ingår i släktet Proamytta och familjen vårtbitare. Inga underarter finns listade i Catalogue of Life.